# Барановичи (локомотивное депо)
Локомотивное депо «Бара́новичи» — одно из крупнейших ремонтно-эксплуатационных депо Белорусской железной дороги. Производственные мощности депо расположены на станции Барановичи Центральные, цех дизель-поездов — на станции Барановичи Полесские. Начальник депо — Мухин П.И.

## История
Свою историю депо отсчитывает с ноября 1871 года. С момента ввода в эксплуатацию здания на два паровозных стойла на станции Барановичи, депо стало относиться к резервным. В 1901 году в связи с переустройством станции Барановичи, постройкой новых парков для сортировки и формирования поездов, происходит развитие депо. Депо Барановичи значится как оборотное депо и имеет в своём составе 2 паровозных здания на 12 стойл.
Огромный ущерб паровозному хозяйству причинили при отступлении немецко-фашистские захватчики — были полностью разрушены здания и сооружения.
С 1969 года на Белорусскую дорогу стали поступать первые дизель-поезда. Уже в 1970 году коллектив депо производил все виды деповского ремонта и осмотра дизель-поездов.
В 1980 году в прописной парк депо поступило более 30 электровозов грузового движения ВЛ-80С.
С распадом СССР и разрушением ранее действовавшей отлаженной системы капитального ремонта локомотивов на локомотивно-ремонтных заводах, после большой подготовительной работы в 1992 году в депо освоен капитальный ремонт первого объёма (КР-1) электровозов грузового движения ВЛ-80С. В 1993 году организован капитальный ремонт первого объёма моторных вагонов дизель-поездов, а с начала 1994 года текущий ремонт (ТР-3) электропоездов ЭР9.
Однако стало очевидным, что на существующих производственных площадях депо в полном объёме и с надлежащим качеством проблему капремонта локомотивов не решить. Поэтому, по инициативе бывшего начальника дороги Е. И. Володько и при его постоянной поддержке, на отделении дороги было организовано строительство двух цехов по капремонту подвижного состава. Один из них, по ремонту электропоездов, находится на территории локомотивного депо Барановичи. Строительство было начато в 1995 году, финансировалось полностью за счет средств дороги и велось ускоренными темпами. В декабре 1997 года было окончено строительство всех производственных объектов, входящих в состав пускового комплекса, и 31 декабря 1997 года приемочная комиссия приняла их в эксплуатацию.

## Тяговые плечи
Локомотивными бригадами участка обслуживаются поезда пассажирского, пригородного и грузового движения, как на электровозной, так и на тепловозной тяге:
- пассажирское движение: Барановичи — Гродно; Барановичи — Лунинец.
- грузовое движение: Барановичи — Брест; Барановичи — Слуцк; Барановичи — Лида; Барановичи — Лунинец; Барановичи — Орша; Барановичи — Волковыск.
- пригородное движение: Барановичи — Минск; Барановичи — Лунинец; Барановичи — Слуцк; Барановичи — Лида - Молодечно - Крулевщизна; Барановичи — Волковыск — Гродно.

## Приписной парк тягового подвижного состава

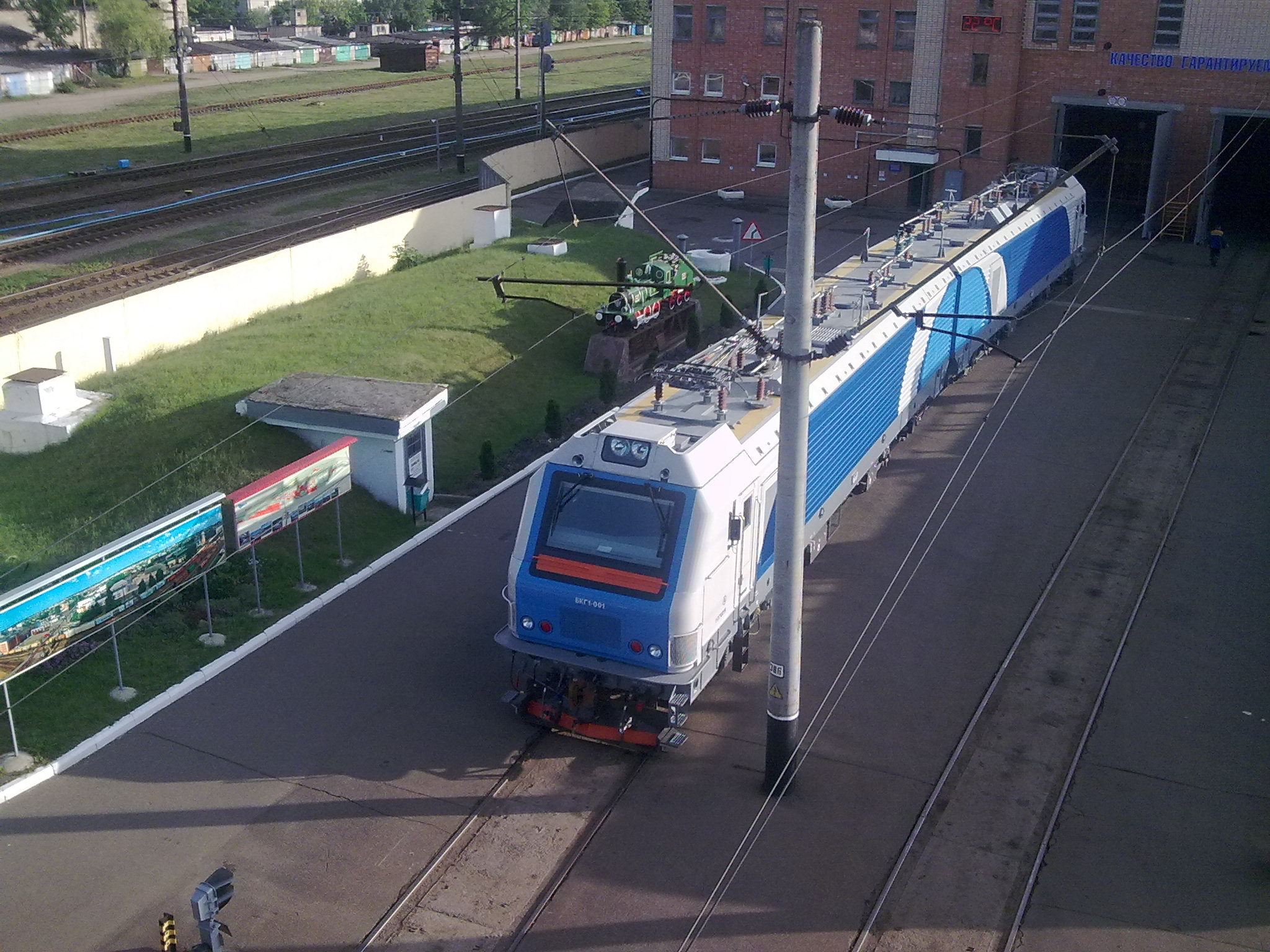
Локомотив БКГ1 на стоянке в депо

Приписной парк локомотивного депо Барановичи приводится в таблице 1:
| Электровозы   | ВЛ80   | 90 |
|               | БКГ1   | 6  |
| Тепловозы     | М62    | 2  |
| Маневровые    | ЧМЭ3   | 4  |
|               | ЧМЭ3Т  | 1  |
|               | ТГМ3   | 1  |
|               | ТГМ23Б | 1  |
|               | ТГК    | 1  |
|               | ТМЭ1   | 4  |
| Паровозы      | Л      | 3  |
|               | ЭР     | 1  |
| Дизель-поезда | ДР-1   | 4  |
|               | ДР1А   | 18 |
|               | ДР1П   | 26 |
|               | ДР1Б   | 2  |

## Функции депо в настоящее время
В настоящее время депо — это мощное индустриально-ремонтное предприятие, выполняющее различные виды технического обслуживания и ремонта:
- для электровозов ВЛ80с — от ТО-2 до КР-2;
- для электровозов ЧС4т — ТО-2, КР-1, КР-2;
- для электропоездов ЭР9 (Т, Е, М) — от ТР-3 до КР-2;
- для тепловозов ЧМЭ3 от ТО-2 до ТР-1.

Депо также выполняет:
- капитальный ремонт узлов и агрегатов ТПС;
- капитальный ремонт колёсных пар электропоездов и грузовых электровозов;
- капитальный ремонт тяговых электродвигателей ВЛ-80,ЧС4т,ЭР9;
- восстановление центров колёсных пар методом наплавки;
- восстановление геометрических линейных параметров деталей опорного узла колёсных пар электропоезда ЭР-9
- ремонт расщепителей фаз, электродвигателей тормозных компрессоров, насосов тяговых трансформаторов, электродвигателей постоянного тока;
- ремонт и сушка тяговых трансформаторов;
- изготовление деталей прокладок, шайб из различных плоских материалов с помощью лазерного технологического комплекса.

Для сторонних организаций депо может оказать следующие виды услуг:
- слив, хранение и налив нефтепродуктов;
- выработка технологического пара от паровоза;
- предоставление локомотивов.